# Alfred Bockemühl
Alfred Bockemühl (* 9. Juli 1896 in Bochum; † 5. April 1992 in Niefern-Öschelbronn) war ein deutscher Verkehrswissenschaftler und Ingenieur.

## Leben und Werk
Alfred Bockemühl studierte an der TH Karlsruhe und wurde Mitglied der Karlsruher Burschenschaft Ghibellinia. Er war nach seiner Ausbildung und Tätigkeit bei verschiedenen Industrie- und Verkehrsbetrieben 22 Jahre lang in verschiedenen Positionen bei der Dresdner Straßenbahn beschäftigt. Dort entwickelte er auch – getreu seiner Überzeugung als Anthroposoph – den als „Hechtwagen“ berühmt gewordenen Großraum-Straßenbahntriebwagen, an dem runde Formen dominierten. 1945, als der Wiederaufbau der Dresdner Straßenbahn anstand, wurde er deren alleiniges Vorstandsmitglied. 1947 berief ihn die Technische Hochschule Dresden als Honorarprofessor mit einem Lehrauftrag für Nahverkehrstechnik.
Ab 1950 war er als technischer Direktor bei der Stuttgarter Straßenbahnen AG (SSB) tätig und hatte den Verkehrsbetrieb durch die schwierigen Wiederaufbau- und Modernisierungsjahre nach dem Zweiten Weltkrieg zu führen. Die Entwicklung der am Hechtwagen orientierten Großraum-Prototypen GT6 und die Beschaffung von 350 Exemplaren des GT4 fiel in seine Zeit. Auch war er einer der federführenden Planer und Verfechter einer U-Straßenbahn, die später zum erfolgreichen Stuttgarter Stadtbahnsystem weiterentwickelt wurde. Alfred Bockemühl war außerdem einige Jahre Vizepräsident des Verbandes öffentlicher Verkehrsbetriebe (VÖV), und bis zuletzt dessen Ehrenmitglied. Bei den SSB fand seine Karriere ein etwas unglückliches Ende, als sich sein Prestigeprojekt SSB GT6 als für Stuttgart „eine Nummer zu groß“ erwies und sich die SSB gegen seine Empfehlung ausschließlich für den Kurzgelenktriebwagen GT4 entschieden hatten.
Am 31. Dezember 1962 ging Alfred Bockemühl in den Ruhestand, seine letzten Lebensjahre verbrachte er im Johanneshaus in Niefern-Öschelbronn bei Pforzheim. Bis zum Schluss war er als rüstiger Pensionär sowie als gefragter Verkehrsexperte Gastautor bei verschiedenen Fachpublikationen sowie der SSB-Hauszeitschrift Über Berg und Tal, auch war er weiterhin ständiger Ehrengast bei den Stuttgarter Straßenbahnen zu besonderen Anlässen, etwa der Einweihung neuer Stadtbahnstrecken.

## Familie
Bockemühl hat fünf Söhne:
- Gundolf Bockemühl (* 1925), Architekt
- Jochen Bockemühl (1928–2020), Biologe
- Helgo Bockemühl (1932–2014), Priester der Christengemeinschaft
- Johannes Bockemühl (* 1936), Arzt
- Michael Bockemühl (1943–2009), Kunstwissenschaftler